# Dolmette

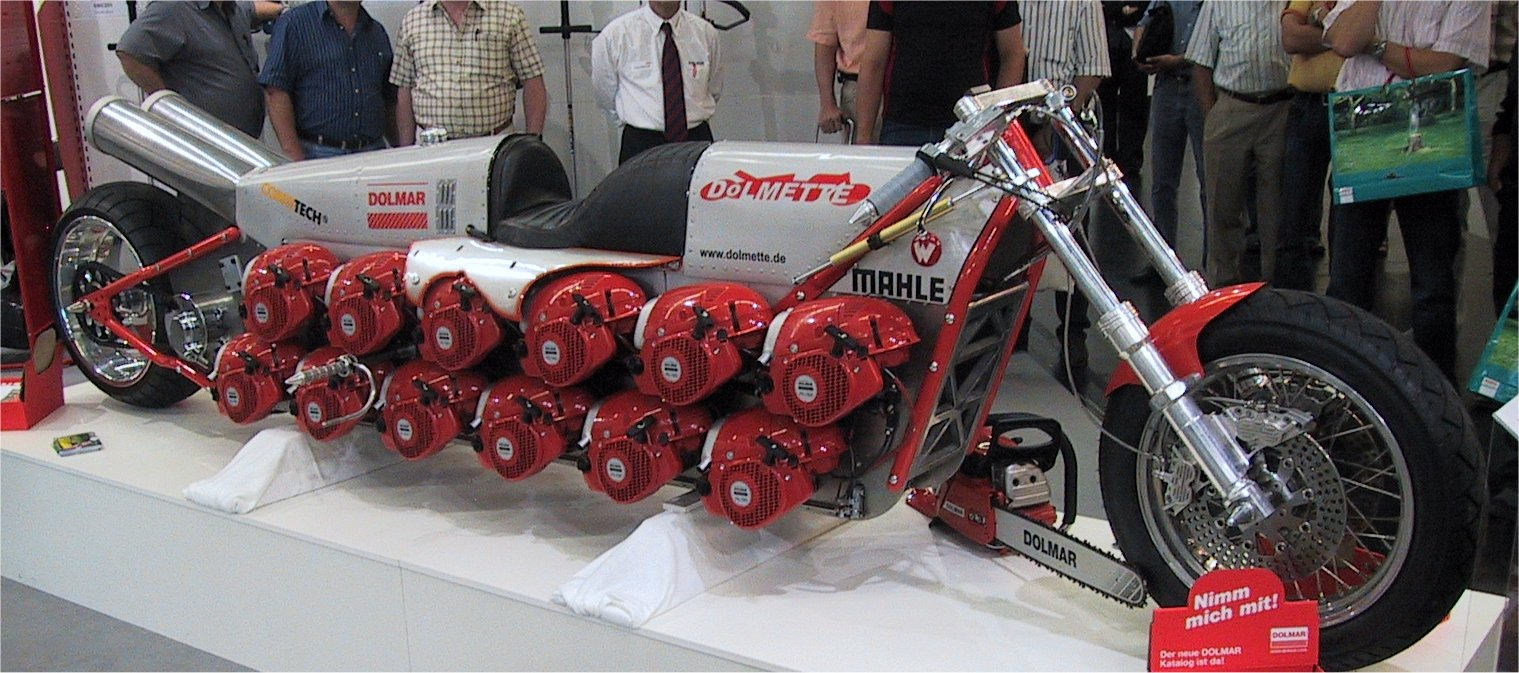
Dolmar Dolmette

Die Dolmette ist ein Motorrad, das als Einzelstück nach Ideen von Werner-Autor Rötger Feldmann alias Brösel von der Firma Dolmar gebaut wurde. Die Dolmette wird von 24 Motorsägenmotoren mit insgesamt 1,9 Liter Hubraum angetrieben, die zusammen ca. 170 PS (125 kW) leisten und 400 Nm an die Getriebeeingangswelle liefern. Als Versuchsobjekt bei der Entwicklung diente ein Kart mit drei Kettensägenmotoren des Typs PS-7900.
Mit dem fertigen Motorrad wurde Anfang September 2004 ein Rennen zwischen Rötger Feldmanns Bruder Andi Feldmann als Fahrer der Dolmette und Christina Surer als Fahrerin eines Abt Audi AS400 mit 450 PS ausgetragen, bei dem Feldmann knapp unterlag.